# Swindon Town Football Club
El Swindon Town Football Club és un club de futbol de la ciutat de Swindon, Anglaterra. Actualment juga a la League Two. El seu estadi és el The County Ground que té una capacitat de 15.728. Tant els jugadors com els aficionats del Swindon també se'ls coneix com a The Robins.

## Història
El club va ser fundat l'any 1879, però no es va convertir en professional fins al 1894. Un dels majors èxits que el Swindon Town va aconseguir, va ser guanyar la Copa de la Lliga, també coneguda com a Carling Cup l'any 1969 davant l'Arsenal.

## Palmarès
Copa de la Lliga anglesa (1)
- 1969

Copa de la Lliga Anglo-italiana (1)
- 1969

Copa Anglo-italiana (1)
- 1970